# Беаулард (Торино)
Беаулард је насеље у Италији у округу Торино, региону Пијемонт.
Према процени из 2011. у насељу је живело 224 становника. Насеље се налази на надморској висини од 1152 м.